# Informations- und Medienzentrale der Bundeswehr
Die Informations- und Medienzentrale (IMZBw) war eine Fachabteilung des Streitkräfteamtes der Bundeswehr mit Sitz in Sankt Augustin. Ihre Aufgabe umfasste Truppeninformation, Nachwuchsgewinnung und Öffentlichkeitsarbeit. Die Zentrale wurde zum 30. November 2014 aufgelöst. Die Aufgaben werden seither vom Zentrum Informationsarbeit Bundeswehr wahrgenommen.
Zur Durchführung der Aufgabe „Truppeninformation“ gab die Informations- und Medienzentrale Printmedien wie die Zeitschrift „Y“, die „Information für die Truppe“, den „Reader Sicherheitspolitik“, die Jugendzeitschrift „infopost“ heraus, stellte die Internetpräsenz „Bundeswehr.de“ bereit sowie das Fernsehformat bwtv. Weitergehend wurden sicherheitspolitische Seminare und Ausstellungen durchgeführt.
Die Informations- und Medienzentrale unterstand fachlich und truppendienstlich dem General für Weiterbildung der Streitkräftebasis und Leiter der Fachabteilungen.

## Geschichte
Die IMZBw ging nach einem Beschluss des damaligen Bundesverteidigungsministers im Herbst 1981 aus verschiedenen anderen Einheiten hervor:
- Zentrum für programmierte Ausbildung in den Streitkräften (ZPrASK), seit 1971 in München ansässig
- Lehr- und Versuchstdienststelle Truppeninformation (L/VsuDstTrInfo) in Köln Butzweilerhof
- Gruppe Film-Bild-Ton (GrpFBT) im Streitkräfteamt
- den Dezernaten „Militärische Ausbildungszeitschriften“ (DezMilAusbZeitschr), „Innere Führung, Truppeninformation, Politische Bildung“ (DezInFü, TrInfo, PB) des Streitkräfteamtes.

Die Bezeichnung „Informations- und Medienzentrale“ wurde ab 1. Oktober 1981 verwendet.

## Neubau der Medienzentrale in Sankt Augustin

### Beschluss und Neubau
Anfangs verblieben die zusammengelegten Einheiten an ihren ursprünglichen Standorten. Im Frühjahr 1984 fiel der Entschluss, die Einheiten an einem neuen Standort unter einem Dach zu vereinen, um die gruppenübergreifende Zusammenarbeit zu verbessern.
Im April 1984 beschloss der Bundesminister der Verteidigung den Neubau der Medienzentrale in Sankt Augustin-Ort. Im September 1984 wurde der Oberfinanzdirektion Köln der Planungsauftrag gegeben.
Ein Jahr nach der Entscheidung über den Neubau fand die Grundsteinlegung statt, nach nur drei Jahren Bauzeit fand im Dezember 1987 die feierliche Einweihung statt.
Der komplette Gebäudekomplex war gegen elektromagnetische Strahlung abgeschirmt.

### Kunst am Bau
Auf der der Alten Heerstraße zugewandten Seite der Medienzentrale wurde eine Skulptur des Künstlers James Reineking errichtet. Die Konstruktion aus unbehandeltem Schiffsbaustahl besteht aus zwei jeweils abgeschrägten Halbkreisen mit einem Gesamtdurchmesser von 14 Metern. Durch die Skulptur verläuft mittig ein Weg. Der Künstler betitelte das Werk „Bresche“ als „Antipode“ zum eckigen Bau der Medienzentrale. Die Skulptur erinnert an eine geöffnete Filmdose.

#### Grafiksammlung der Bundeswehr
Im Innenbereich der Informations- und Medienzentrale waren 114 Fotografien aus der über 100 Arbeiten umfassenden Grafiksammlung der Bundeswehr ausgestellt. Die Sammlung entstand in den Jahren 1983 bis 1985 unter der Schirmherrschaft von Elfie Wörner, der Ehefrau des ehemaligen Bundesverteidigungsministers Manfred Wörner.

## In der IMZBw produzierte Medien

### Printmedien
Folgende Zeitschriften wurden von der Informations- und Informationszentrale hergestellt:
- Zeitschrift „Y“, 12 × jährlich
- Information für die Truppe, 12 × jährlich
- Truppenpraxis, mindestens 6 × jährlich
- Wehrausbildung, mindestens 6 × jährlich
- Soldat und Technik, 12 × jährlich
- Erkennungsblätter, mindestens 6 × jährlich
- „Als Soldat in der Bundeswehr in…“, kein regelmäßiges Erscheinen
- Truppenpraxis, Wehrausbildung nach Zusammenlegung von „Truppenpraxis“ und „Wehrausbildung“

Zusätzlich zu den periodisch erschienenen Medien wurden nach Bedarf und aktueller Lage weitere Broschüren und Informationsmaterialien hergestellt.

### Audiovisuelle Medien

#### Info – Die Filmschau der Bundeswehr
Als „Sendung“ zur Truppeninformation wurde monatlich die „Info – Die Filmschau der Bundeswehr“ produziert. Diese wurde an alle in- und ausländischen Bundeswehrstandorte als Kopie auf U-Matic versandt.
Kernaufgabe der kurz „Filmschau“ genannten Sendung war es, die Bundeswehrangehörigen über aktuelle, bundeswehrbezogene Themen zu informieren, z. B.:
- Politik und Geschichte
- Rüstung und Technik
- Ausbildung
- Truppenalltag
- Freizeit und Kameradschaft

Die Spielzeit betrug je Folge ca. 30 Minuten.

#### Die Info-German Reihe
Die Zielgruppe der Info-German Reihe waren hauptsächlich Angehörige der größeren Bundeswehrstandorte im Ausland. Die drei Teilprodukte wurden wöchentlich produziert und auch als U-Matic verteilt:
- Info-German aktuell, TV-Produktion im Stile einer Nachrichtensendung ähnlich dem heute-Journal oder den tagesthemen. Im Rahmen einer Vereinbarung nutzte die Bundeswehr hierfür auch Nachrichtenbeiträge der ARD und des ZDF. Inhalte waren aktuelle Informationen über Politik und Zeitgeschehen. Spielzeit 50–60 Minuten.
- Info-German Magazin, TV-Produktion im Stile eines Boulevard-Magazins mit Themen aus Sport, Kultur und Freizeit. Auch hier fanden TV-Mitschnitte der ARD und des ZDF Verwendung. Spielzeit 50–60 Minuten.
- Info-German Tonband, eine Radioproduktion mit gleichen Inhalten wie das „Info-German Magazin“, ausgeliefert auf Kompaktkassette mit 2 × 45 Minuten Spielzeit. Hier wurden auch gerade zu den großen Festen Grüße der Angehörigen übermittelt.

### Das aktuelle Gespräch
Diese TV-Produktion wurde je nach Bedarf 2 bis 3 × jährlich für alle Soldatinnen und Soldaten der Bundeswehr hergestellt und enthielt Interviews mit Politikern und/oder der militärischen Führung der Bundeswehr zu aktuellen Themen und Fragen die Bundeswehr betreffend.

### Zeitgeschichte angeleuchtet
TV-Produktion nach Bedarf 2–3 × jährlich mit Beiträgen zur Zeitgeschichte als Hilfe für den „Staatsbürgerlichen Unterricht“ in der Truppe. Zielgruppe: alle Kompanien.

## Ausbildungsbetrieb
In der Informations- und Medienzentrale der Bundeswehr wurden truppenintern auch Lehrgänge in der Medienausbildung angeboten. Diese Kurse fanden von 1981 bis Ende 1990 in der Ausbildungsstelle der Medienzentrale in München statt, wurden ab 1991 in Sankt Augustin in der neuen Medienzentrale durchgeführt.:60
Die Ausbildungseinheiten hatten, je nach Thema, eine Länge von ein oder zwei Wochen und wurden im Ausbildungskatalog der Streitkräfte angeboten. Sie hatten jedoch mehr Seminar-Charakter. Die Inhalte wurden vornehmlich in Teamarbeit mit einer Gesamtstärke von 7–12 Teilnehmern vermittelt. Die Teilnehmenden mussten auch Tätigkeiten wie Beleuchter, Requisiteur, Statist, Kameramann, Cutter und Regie übernehmen, was ein hohes Maß an Engagement erforderte.
Folgende Lehrgänge wurden angeboten::61
- Planung und Erarbeitung von Ausbildungshilfsmitteln, Zielgruppe: Offz
- Video-Produktionstechnik, Zielgruppe: Offz, Uffz
- Gestalten und Fertigen von Ausbildungshilfsmitteln, Zielgruppe: Offz, Uffz
- Didaktischer Grundlehrgang für Lernprogramm-Autoren, Zielgruppe: Offz
- Aufbaulehrgang Praxis Ausbildungsmittel, Zielgruppe: Offz
- Drehbuchautoren der Bundeswehr, Zielgruppe: Offz, Uffz
- Medienmanagement, Zielgruppe: Offz, Uffz
- Dokumentation von Ausbildungshilfsmitteln, Zielgruppe: Offz, Uffz
- Video-Produktion Ausbildungslehrgang, Zielgruppe: Offz, Uffz

## Archiv, Mediathek, Dokumentation
Die Medienzentrale verfügte über ein umfassendes Archiv verschiedener, in der Bundeswehr produzierten Medien in diversen Formaten (Print, Film, Video, Ton, Fotografien). Sie beinhaltete auch fremdproduziertes Informations- und Ausbildungsmaterial.
Die einzelnen Gruppen der Medienzentrale konnten sich aus dem Fundus bedienen, es wurden aber auch Kopien für die Verwendung in den Truppen und Stäben gezogen und verschickt.

## Verleih und Versand
Es bestand ebenfalls die Möglichkeit seitens zivilen Stellen, Material aus dem Fundus der medienzentrale anzufragen. Nach Prüfung und Genehmigung wurden die angefragten Materialien in der hauseigenen Verleih- und Versandzentrum vorbereitet und auf den Weg gebracht.

## Technische Ausstattung

### Audio-, Video- und Kommunikationsnetz
Die Informations- und Medienzentrale der Bundeswehr verfügte über ein durch den gesamten Produktionsbereich reichendes Netz, um Audio- und Videosignale über ein Kreuzschienensystem und Datenleitungen in alle Technikräume verteilen zu können.

### Das „Große Fernsehstudio“
Zentraler Punkt des Produktionsbereiches war das 400 m² große Fernsehstudio, welches mit mehreren, mit Telepromptern ausgestatteten Studiokameras der Firma BTS, einem komplexen Beleuchtungssystem und geräuschloser Klima- und Belüftungstechnik ausgestattet war. Der Fußboden und die Seitenwände waren als Green-Screen ausgelegt. Die getrennten Regieräume für Bild, Kamerasteuerung und Ton grenzten direkt an das Fernsehstudio an.
Hier wurden „Info – Filmschau der Bundeswehr“, „Info German aktuell“, „Info German Magazin“ sowie aktuelle Beiträge von und über die Bundeswehr produziert.

### Mehrzweckstudio
Das Mehrzweckstudio verfügte über einen kompakten Regieraum, in dem Bild- und Tonregie sowie die Kamerasteuerung gemeinsam untergebracht waren.
Einzig für Musikproduktionen gab es einen separaten Regieraum mit einem 48-kanaligem Tonmischpult, zwei synchronisierten 24-Spur Tonbandgeräten, sowie mehrerer analoger und digitaler Zuspiel- und Aufnahmemöglichkeiten.
Die Nutzungsmöglichkeiten waren vielseitig:
- Aufzeichnung von Konferenzen und sonstigen Ereignissen in Bild und Ton. Es gab die Möglichkeit der Simultanübersetzung in bis zu vier Fremdsprachen gleichzeitig.
- Verwendung als Kinosaal aller Formate (z. B. MAZ-Formate BetaCam Pro, U-Matic und S-VHS, Filmmaterial in 35 mm, 16 mm und 8 mm)
- Generalproben und Musikproduktion der Big Band der Bundeswehr

### MAZ-Zentrale
Die Magnetaufzeichnungszentrale diente als Ziel und Quelle für die Zuspielungen und Aufnahme bei Videoproduktionen. Sie verfügte über analoge Videotechnik in BetaCam SP sowie S-VHS. Acht Videorecorder konnten einzeln oder im Verbund in die einzelnen Arbeits- und Regieräume geschaltet werden.
Der MAZ-Zentrale war eine Videokopierstraße angeschlossen, in der die produzierten Formate gleichzeitig auf bis zu 100 Videorecorder mit U-Matic Low Band sowie 20 VHS-Recordern reproduziert werden konnten.
Ein CCD-Filmabtaster konnte der MAZ-Zentrale zugeschaltet werden, um Filmaufnahmen von 8 mm, 16 mm und 35 mm Filmen in die vorhandenen Videoformate zu konvertieren.

### Paint-Box
Um Informationsgrafiken zu erstellen und Bildkorrekturen vornehmen zu können, gab es ein für damalige Verhältnisse modernes, digitales Grafiksystem.

### Bearbeitungsplätze für Film- und Video
Für die Redakteure des Programmbereiches gab es mehrere Räume, in denen Beiträge als Zuspieler vorproduziert werden konnten.

### Tonstudios für Hörproduktionen
Es gab mehrere Tonstudios für die Tonproduktion, hauptsächlich des Formats „Info German Tonband“. Diese verfügten über verschieden große Mischpulte und Zuspielmöglichkeiten von CD, Schallplatte, DAT, Kompaktkassetten, Mini-Disc und ¼ Zoll Spulentonbändern. Zusätzlich konnten aus der MAZ-Zentrale eingespeiste Tonspuren verwendet werden.
Tonregie und die Sprecherkabinen waren getrennt, „Selbstfahrertechnik“ war nicht möglich. Jede Aufnahme wurde von Tontechnikern, ‑Meistern und ‑Ingenieuren durchgeführt.
In der „großen Tonregie“ gab es ein Kopiergerät mit dem die auf ¼ Zoll Spulentonbändern aufgenommenen „Sendungen“ auf bis zu 25 Kompaktkassetten vervielfältigt werden konnten, um sie dann an die einzelnen Bestimmungsorte zu versenden.

## Heutige Nutzung
In dem Komplex der ehemaligen Medienzentrale befindet sich seit 2015 eine Zentrale Unterbringungseinrichtung (ZUE) des Landes Nordrhein-Westfalen für Flüchtlinge im Asylverfahren.